# Campoplex excavatus
Campoplex excavatus är en stekelart som först beskrevs av Carl Gustav Alexander Brischke 1880.  Campoplex excavatus ingår i släktet Campoplex och familjen brokparasitsteklar. Inga underarter finns listade.